# قوز بیدا
قوز بیدا (به انگلیسی: Goz Beïda) شهری در کشور چاد و مرکز منطقه سیلا است. این شهر در سال ۲۰۰۹ میلادی ۲٬۵۴۱ نفر جمعیت داشته‌است.